# Regras de Woodward-Hoffmann
As regras de Woodward-Hoffmann, propostas em 1965 por Robert Burns Woodward e Roald Hoffmann, são um conjunto de regras em química orgânica que predizem a estereoquímica das reações pericíclicas, baseando-se na simetria dos orbitais. Estas incluem as reações eletrocíclicas, cicloadições, reações de transferência de grupo, reações sigmatrópicas, reações diotrópicas, reações eno e reações queletrópicas. Por este trabalho, em 1981 Hoffmann foi agraciado com o Prêmio Nobel de Química, compartilhando-o com Kenichi Fukui, que desenvolveu um modelo similar, ainda que Woodward tenha falecido dois anos antes, pelo que não era elegível para ganhar o que haveria de ser seu segundo Prêmio Nobel de Química.
A motivação para a criação dessas regras foi a compreensão da estereoespecificidade de reações pericíclicas, que envolvem abertura e fechamento de anéis sob condições térmicas ou fotoquímicas. A estereoespecificidade fundamenta-se no princípio da simetria, que descreve como as simetrias dos orbitais envolvidos na reação influenciam a possibilidade e mecanismo de formação de produtos. Uma reação pericíclica é simetricamente proibida quando os orbitais envolvidos na reação não se sobrepõem, já quando os orbitais são sobreponíveis ela é dita simetricamente permitida. A reação ser simetricamente não permitida não implica que o produto da reação não seja formado, apenas as condições não são favoráveis e sua formação é comprometida.
As regras de Woodward-Hoffmann para reações pericíclicas térmicas são baseadas no princípio teórico da conservação da simetria do orbital, o qual afirma que as reações são mais propensas a ocorrer quando há um número par de elétrons excitados na reação, pois isso preserva a simetria dos orbitais envolvidos.

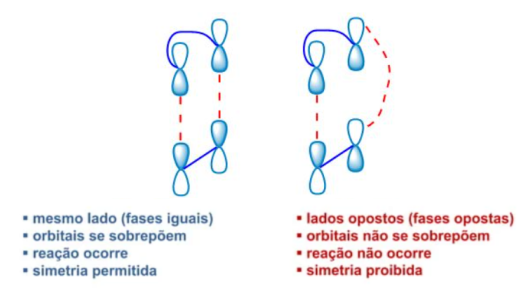
Interações entre orbitais antarafacial e suprafacial

A forma geral das regras de Woodward-Hoffmann se aplica a todos os tipos de reações pericíclicas. Nas reações térmicas,  a reação é simetricamente permitida quando, no estado fundamental, o número de componentes (4n+2)s e (4n)a é impar, em que n é o número de elétrons presentes na ciclização, e o subescrito s refere-se a reações suprafaciais enquanto que o subescrito a refere-se a reações antarafaciais. A regra baseia-se nos orbitais de fronteira HOMO de um reagente e LUMO do outro, ambos em seu estado fundamental.

Em reações fotoquímicas as regras são distintas, pois deve-se considerar o orbital HOMO e LUMO do estado excitado. Neste caso, a simetria é permitida quando o (4n+2)s e (4n)a for par.